# Кастельново-дель-Фріулі
Кастельново-дель-Фріулі (італ. Castelnovo del Friuli) — муніципалітет в Італії, у регіоні Фріулі-Венеція-Джулія,  провінція Порденоне.
Кастельново-дель-Фріулі розташоване на відстані близько 480 км на північ від Рима, 95 км на північний захід від Трієста, 33 км на північний схід від Порденоне.
Населення — 904 особи (2014).

## Демографія
Населення за роками:

Станом на 1 січня 2023 року в муніципалітеті офіційно проживало 85 іноземців з 20 країн, серед них 34 громадяни країн Євросоюзу та 15 громадян України.

## Сусідні муніципалітети
- Клауцетто
- Пінцано-аль-Тальяменто
- Трамонті-ді-Сотто
- Травезіо
- Віто-д'Азіо